# Hella Kemper (Redakteurin)
 Hella Kemper   (* 16. Dezember 1966 in Warburg) ist eine deutsche Redakteurin und Autorin.

## Werdegang
Sie hat eine Tochter und lebt in Hamburg. Kemper volontierte nach einem Germanistikstudium mit Abschluss Magister artium und dem 1. Staatsexamen bei der Neuen Westfälischen in Bielefeld und war dort fünf Jahre Feuilletonredakteurin. 2001 war sie Redakteurin für das Magazin Zeit Punkte und bei Die Zeit Online, dann hat sie vier Jahre lang frei über Theater im Verlag Theater der Zeit, Die Welt und im Weserkurier geschrieben. Darüber hinaus hat sie als Autorin für den WDR-Hörfunk und als freie Lektorin gearbeitet. 2004 hat Hella Kemper das Magazin Zeit Geschichte mitgegründet und dort als Redakteurin gearbeitet.
Seit 2013 ist sie Redakteurin im Magazin Zeit Wissen und gehört zum Team des Podcasts „Woher weißt du das?“. In mehr als 40 Episoden war sie Host bzw. Moderatorin. Im Wintersemester 2014/2015 hat Kemper an der Universität Hamburg ein Projektseminar zu Thema „Stadtjournalismus“ gehalten.
Kemper veröffentlichte in verschiedenen Verlagen Werke über die Hansestadt. Sie wurde nominiert beim Reporterpreis 2020 in der Kategorie Interview.

## Projekte
Kemper startete 2019 ein Wanderprojekt: Einmal um die Ostsee, ein Langzeitprojekt zusammen mit Edda Raspé. Bis jetzt ist sie von Timmendorfer Strand bis Ahlbeck an der polnischen Grenze gewandert. Dann wurde die Wanderung durch Corona unterbrochen. Dazu gibt es einen Wissen-Podcast-Beitrag über die Ostsee.
Hella Kemper ist begeisterte Flussschwimmerin und hat darüber zwei Bücher veröffentlicht. Seit 2021 ist sie nicht nur Frühlings- und Sommerschwimmerin, sondern auch Winterschwimmerin in der Elbe.
Hella Kemper paddelt leidenschaftlich gern. Im Faltboot ist sie in den letzten 20 Jahren tausende von Kilometern auf Rhein, Elbe, Oder, Weser, Ilmenau, und auch zwischen Berlin und Hamburg (Havel und Spree) gepaddelt.
Sie engagiert sich für ein neues Blankeneser Strandbad am neuen Leuchtturm.

## Publikationen
- mit Ute Karen Seggelke: Sammellust. Gerstenberg, Hildesheim 2003, ISBN 3-8067-2880-1.
- mit  Kerstin Schmidtfrerick, Eva-Christiane Wetterer: Hummelbuch, Hamburg Brevier. Murmann Verlag, Hamburg 2007, ISBN 978-3-86774-009-8.
- Elbschwimmer. Die Rückkehr einer Badekultur. Murmann Verlag, Hamburg 2006 ISBN 978-3-938017-54-8.
- Hummelkalender Hamburg, Hella Kemper, Kerstin Schmidtfrerick, Eva-Christiane Wetterer, Murmann Verlag, Hamburg 2009, ISBN 978-3-86774-077-7.
- mit Tilmann Präckel: Garten der Erinnerung. 200 Jahre Nienstedtener Friedhof. KJM-Buchverlag Hamburg 2013, ISBN 978-3-00-040866-3.
- Leben am Fluss. Bekenntnisse einer Elbschwimmerin. KJM-Buchverlag Hamburg 2017, ISBN 978-3-945465-34-9.